# La Douëra
Pour l’article homonyme, voir Douera.
La Douëra est une maison de style d'inspiration mozarabe située 2 rue du Lion-d'Or à Malzéville, à proximité de Nancy, en Lorraine. 

## Histoire
À la suite de ses voyages en Algérie, Charles Cournault modifie la maison familiale vers 1856 en villa mauresque. Il en assure la décoration intérieure, par ses peintures murales et de plafond, ainsi que par divers objets importés par ses soins.
La maison verra également Étienne Cournault, son petit-fils 1891-1948, qui s'établira dans la maison familiale dès 1930 pour se consacrer à la peinture du verre et à la gravure.
La Douëra reste la propriété de la famille Cournault jusqu'en 1986. La ville de Malzéville l'acquiert alors, puis entreprend une campagne de réhabilitation et de restauration de 1989 à 1995. L'édifice est depuis un centre culturel animé par la commune et une association, les Amis de la Douëra : y sont proposés des expositions d'art, et des concerts "intimes", de musique classique, jazz, chanson (salle de 70 places). La Douëra héberge également une bibliothèque pour tous.
Les façades et les toitures, une partie du jardin, et plusieurs salles sont inscrits monuments historiques depuis un arrêté du 29 juin 1993.

## Architecture
La façade ouest donne sur la rue du Lion-d'Or et sur le pont Vayringe. Le portail est d'inspiration byzantine, le portique d'influence arabo-andalouse et des banquettes d'angle rappellent l'intérieur des mosquées maghrébines. 
La façade orientale, qui donne sur le parc, est agrémentée d'éléments décoratifs divers, en particulier une tour minaret à degrés, qui donnent à la Douëra une allure de mosquée. Les deux premiers niveaux de la tour sont inspirés de mosquées de mamelouks cairotes.

## Décoration intérieure
La décoration intérieure est elle aussi inspirée des motifs et de la calligraphie arabes : lustre d'inspiration berbère, coupole ottomane, plafonds richement décorés.